# Pentathlon moderne aux Jeux olympiques d'été de 2016
Navigation
Londres 2012 Tokyo 2020
Les épreuves de pentathlon moderne lors des Jeux olympiques d'été de 2016 ont eu lieu du 7 au 20 août 2016 à Rio de Janeiro, au Brésil.

## Épreuves
Le pentathlon moderne se compose de cinq épreuves : l'escrime, la natation, l'équitation, le tir au pistolet et le cross-country. Les épreuves de tir et de course sont, comme durant les Jeux olympiques d'été de 2012, confondus dans une épreuve combinée. Le principal changement intervient pendant la compétition d'escrime : le tour de poule global où tous les participants s'affrontent est complété par un système de compétition de type ladder avec élimination directe permettant d'engranger des points de bonus. Ce nouveau format devrait favoriser les spécialistes de l'escrime.

## Organisation

### Qualifications
Trente-six athlètes se qualifient pour les compétitions masculine et féminine, deux maximum par genre et par pays. Parmi les événements qualificatifs pour les épreuves olympiques comptent les championnats du monde de pentathlon moderne 2015 et 2016, les championnats continentaux de l'année 2015 et le classement général de la coupe du monde 2016. Le pays hôte, le Brésil, dispose d'une invitation par genre si aucun de ses représentants ne s'est qualifié par les moyens cités précédemment. La liste des pays qualifiés est la suivante avec, entre parenthèses, le nombre d'athlètes qualifiés :
| - Allemagne (4) - Argentine (2) - Australie (2) - Biélorussie (1) - Brésil (2) - Bulgarie (1) - Canada (2) - Chine (4) - Corée du Sud (3) | - Cuba (2) - Égypte (3) - États-Unis (3) - France (3) - Grande-Bretagne (4) - Guatemala (2) - Hongrie (4) - Irlande (2) - Italie (4) | - Japon (3) - Kazakhstan (2) - Lettonie (1) - Lituanie (3) - Mexique (2) - Pologne (3) - République tchèque (3) - Russie (3) - Ukraine (3) |

## Médaillés
| Épreuves                                  | Or               | Argent             | Bronze                           |
| ----------------------------------------- | ---------------- | ------------------ | -------------------------------- |
| Compétition masculine résultats détaillés | Aleksander Lesun | Pavlo Tymoshchenko | Ismael Marcelo Hernández Uscanga |
| Compétition féminine résultats détaillés  | Chloe Esposito   | Élodie Clouvel     | Oktawia Nowacka                  |

## Tableau des médailles
| Rang  | Nation    | Or | Argent | Bronze | Total |
| ----- | --------- | -- | ------ | ------ | ----- |
| 1     | Australie | 1  | 0      | 0      | 1     |
| 1     | Russie    | 1  | 0      | 0      | 1     |
| 3     | France    | 0  | 1      | 0      | 1     |
| 3     | Ukraine   | 0  | 1      | 0      | 1     |
| 5     | Mexique   | 0  | 0      | 1      | 1     |
| 5     | Pologne   | 0  | 0      | 1      | 1     |
| Total | Total     | 2  | 2      | 2      | 6     |